# リベルタンゴ

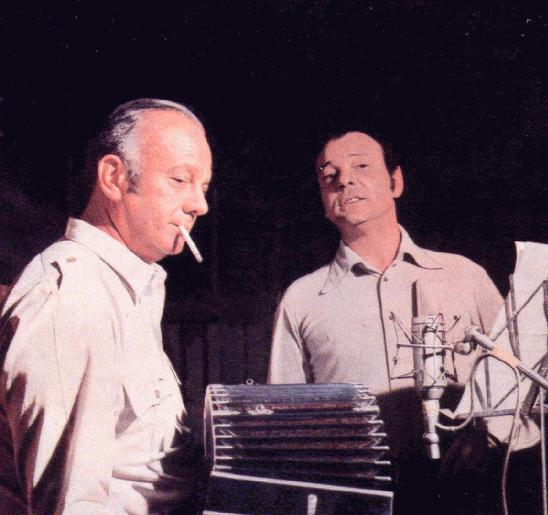
左:アストル・ピアソラ::右:オラシオ・フェレール

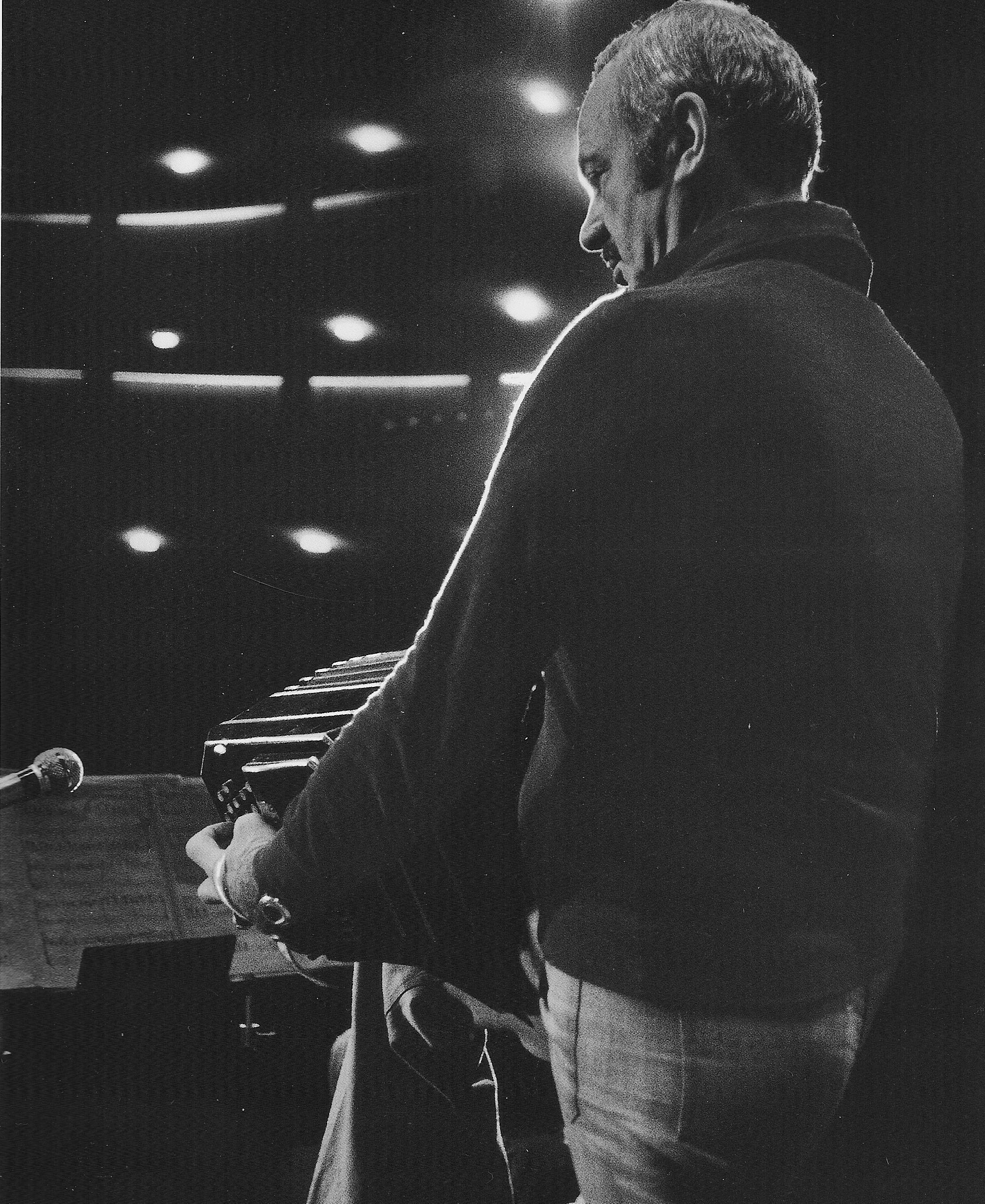
アストル・ピアソラ

『リベルタンゴ』（Libertango）は、アストル・ピアソラ作曲のタンゴの楽曲。

## 楽曲
1974年発表の作品。Libertangoという単語は、libertad（自由）とtango（タンゴ）と合わせて作ったかばん語である。フアン・ペロンが大統領に返り咲くようなアルゼンチンの雰囲気に嫌気をさして、イタリアで演奏活動していたときの作品である。

## ヴォーカル曲
オラシオ・フェレールによる歌詞付きの楽曲もある。

## 演奏
- ピアソラの楽団の録音も、迫力があり、賞賛を浴びている。
- セクステート・マジョール (Sexteto Mayor) や様々なタンゴ楽団の録音もある。タンゴダンスの曲にも人気がある。
- 1999年のテレビ朝日の番組『ノリカ・タンゴ・アルヘンティーノ』で、藤原紀香が選んだ曲である。
- チェロ奏者のヨーヨー・マがチェロで弾いたものが、日本で1998年5月9日からサントリーローヤルのCMに使用され[1]、話題になった[2]。
- 加藤登紀子が歌の録音を残している。
- ピアノデュオ Duetwo（デュエットゥ）が、CDアルバム『いいことがありそう!』で演奏している。
- ミュージカル 『スコットとゼルダ』ではスコットが憑かれたように『華麗なるキャッツビー』を執筆して行くさまが、『リベルタンゴ』に合わせた舞踏（タップダンス）により巧みに表現された。